# 汉密悬钩子
汉密悬钩子（学名：Rubus hypopitys var. hanmiensis）为蔷薇科悬钩子属下的一个变种。

## 扩展阅读
- 維基物種上的相關：汉密悬钩子